# Cataglyphis aenescens
Cataglyphis aenescens es una especie de hormiga del género Cataglyphis, familia Formicidae. Fue descrita científicamente por Nylander en 1849.
Se distribuye por Afganistán, Armenia, Azerbaiyán, China, Georgia, Irán, Kazajistán, Kirguistán, Mongolia, Pakistán, Turquía, Turkmenistán, Uzbekistán, Bulgaria, Croacia, Grecia, Hungría, Macedonia, Rumania, Rusia, Eslovaquia y Ucrania. Se ha encontrado a elevaciones de hasta 2000 metros. Vive en terreno arenoso, vegetación y bosques de robles.